# Conostigmus solarianus
Conostigmus solarianus är en stekelart som beskrevs av Jean-Jacques Kieffer 1907. Conostigmus solarianus ingår i släktet Conostigmus och familjen trefåresteklar. Inga underarter finns listade i Catalogue of Life.